# Телеобъектив
Телеобъекти́в (жарг. телеви́к) — разновидность длиннофокусного объектива, оптическая конструкция которого позволяет сделать оправу и весь объектив короче, чем его фокусное расстояние. Большинство компактных длиннофокусных объективов построено по такому принципу, поэтому в повседневном обиходе словом «телеобъектив» обозначается любая оптика с фокусным расстоянием, превышающим нормальное.

## Описание

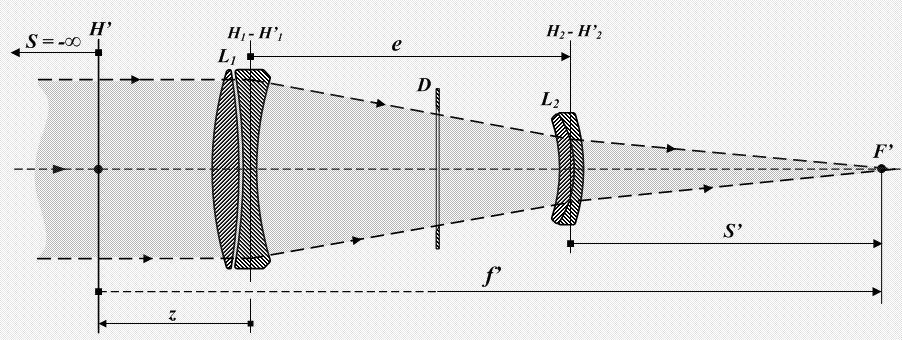
Схема телеобъектива двухкомпонентной линзовой системы. H’ — главная задняя плоскость; D — плоскость диафрагмы; f’ — заднее фокусное расстояние

Телеобъективы бывают линзовыми двухкомпонентными и зеркально-линзовыми. Линзовая система строится по принципу телескопа Галилея и состоит из двух элементов, разделённых воздушным промежутком: телепозитива, представляющего собой собирающую систему линз, и теленегатива, являющегося рассеивающей системой линз. Телепозитив формирует действительное изображение объекта съёмки, а теленегатив его увеличивает. Благодаря такому устройству задняя главная плоскость может быть вынесена далеко вперед относительно оправы, и общая длина объектива оказывается меньше его фокусного расстояния.
Отношение расстояния от передней поверхности телеобъектива до фокальной плоскости к фокусному расстоянию называется телеувеличением. Этот параметр в большинстве линзовых телеобъективов находится в пределах 0,6—1,0, определяя габариты оправы. Иногда используется обратное понятие телеукорочения, определяемое как отношение фокусного расстояния к сумме длины оправы и заднего отрезка.
Зеркально-линзовые телеобъективы ещё компактнее, чем линзовые, потому что свет дважды меняет в них направление за счёт использования двух зеркал сферической формы. Телеувеличение таких объективов может быть меньше 0,5.

## Критика
Недостатком телеобъективов считается необходимость применения дополнительных линз, ненужных в обычной длиннофокусной оптике. Это увеличивает количество оптических поверхностей, снижая контраст и качество изображения.